# Liste de ponts d'Albanie
Cette liste de ponts d'Albanie a pour vocation de présenter une liste de ponts remarquables d'Albanie, tant par leurs caractéristiques dimensionnelles, que par leur intérêt architectural ou historique.

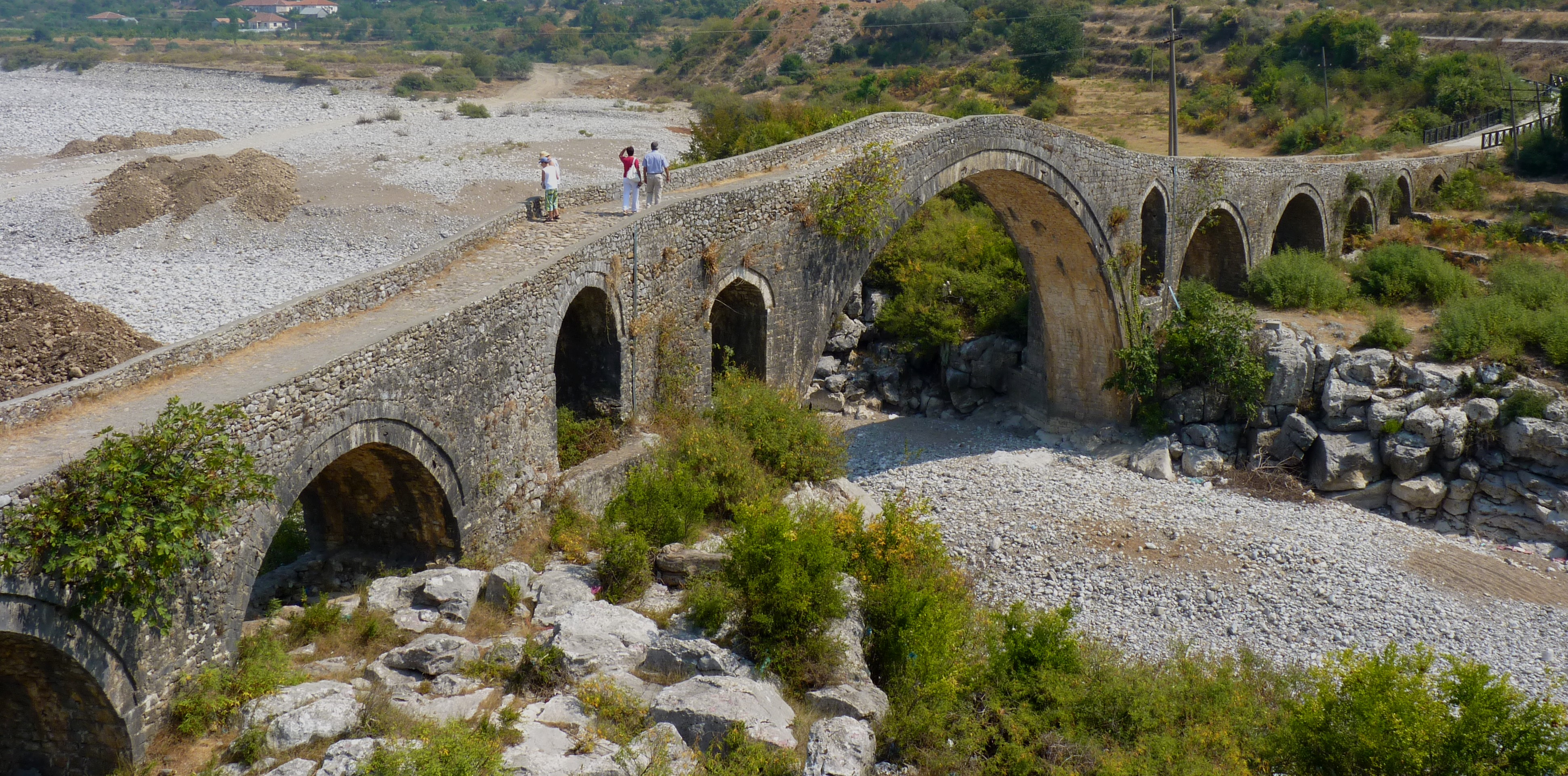
Le pont ottoman de Mes.

Elle est présentée sous forme de tableaux récapitulant les caractéristiques des différents ouvrages proposés, et peut-être triée selon les diverses entrées pour voir ainsi un type de pont particulier ou les ouvrages les plus récents par exemple. La seconde colonne donne la classification de l'ouvrage parmi ceux présentés, les colonnes Portée et Long. (longueur) sont exprimées en mètres et enfin Date indique la date de mise en service du pont.

## Ponts présentant un intérêt historique ou architectural
|  |   | Nom               | Albanais       | Distinction                                                           | Long. | Type                              | Voie portée Voie franchie                | Date          | Localisation                                       | District    | Ref.  |
|  | - | ----------------- | -------------- | --------------------------------------------------------------------- | ----- | --------------------------------- | ---------------------------------------- | ------------- | -------------------------------------------------- | ----------- | ----- |
|  | 1 | Pont de Mes       | Ura e Mesit    | Pont ottoman Portée : 21,5 mètres                                     | 108   | Maçonnerie 13 arches plein cintre | Pont piétonnier Kir                      | 1768          | Mes 42° 06′ 52″ N, 19° 34′ 29,8″ E                 | Shkodër     |       |
|  | 2 | Pont de Gorica    | Ura e Goricës  | Pont ottoman · Centre historique de Berat · Patrimoine mondial (2005) | 129   | Maçonnerie 7 arches plein cintre  | Pont piétonnier Ancien pont routier Osum | 1780          | Berat 40° 42′ 10,6″ N, 19° 56′ 41,2″ E             | Berat       | [ 1 ] |
|  | 3 | Pont des Tanneurs | Ura e Tabakëve | Monument historique Pont ottoman                                      | 8     | Maçonnerie 2 arches plein cintre  | Pont piétonnier Shëngjergj Road          | XVIIIe siècle | Tirana 41° 19′ 35,1″ N, 19° 49′ 33,8″ E            | Tirana      |       |
|  | 4 | Pont de Bushtrica |                | Plus long et plus haut pont ferroviaire d'Albanie Hauteur : 48 mètres | 255   | Poutres Béton précontraint        | Bushtrica                                | 1973          | Qukës (en) 41° 05′ 54,9″ N, 20° 26′ 35,9″ E        | Librazhd    |       |
|  | 5 | Pont de Katiut    | Ura e Katiut   | Pont ottoman Monument culturel                                        | 30    | Maçonnerie 1 arc brisé            | Passerelle Lengaricë                     | 18e siècle    | Bënjë-Novoselë (sq) 40° 14′ 39,8″ N, 20° 25′ 57″ E | Gjirokastër | [ 2 ] |